# Coltricia fragilissima
Coltricia fragilissima är en svampart som först beskrevs av Jean François Montagne, och fick sitt nu gällande namn av Leif Ryvarden 1982. Coltricia fragilissima ingår i släktet Coltricia och familjen Hymenochaetaceae.   Inga underarter finns listade i Catalogue of Life.